# Pioraco

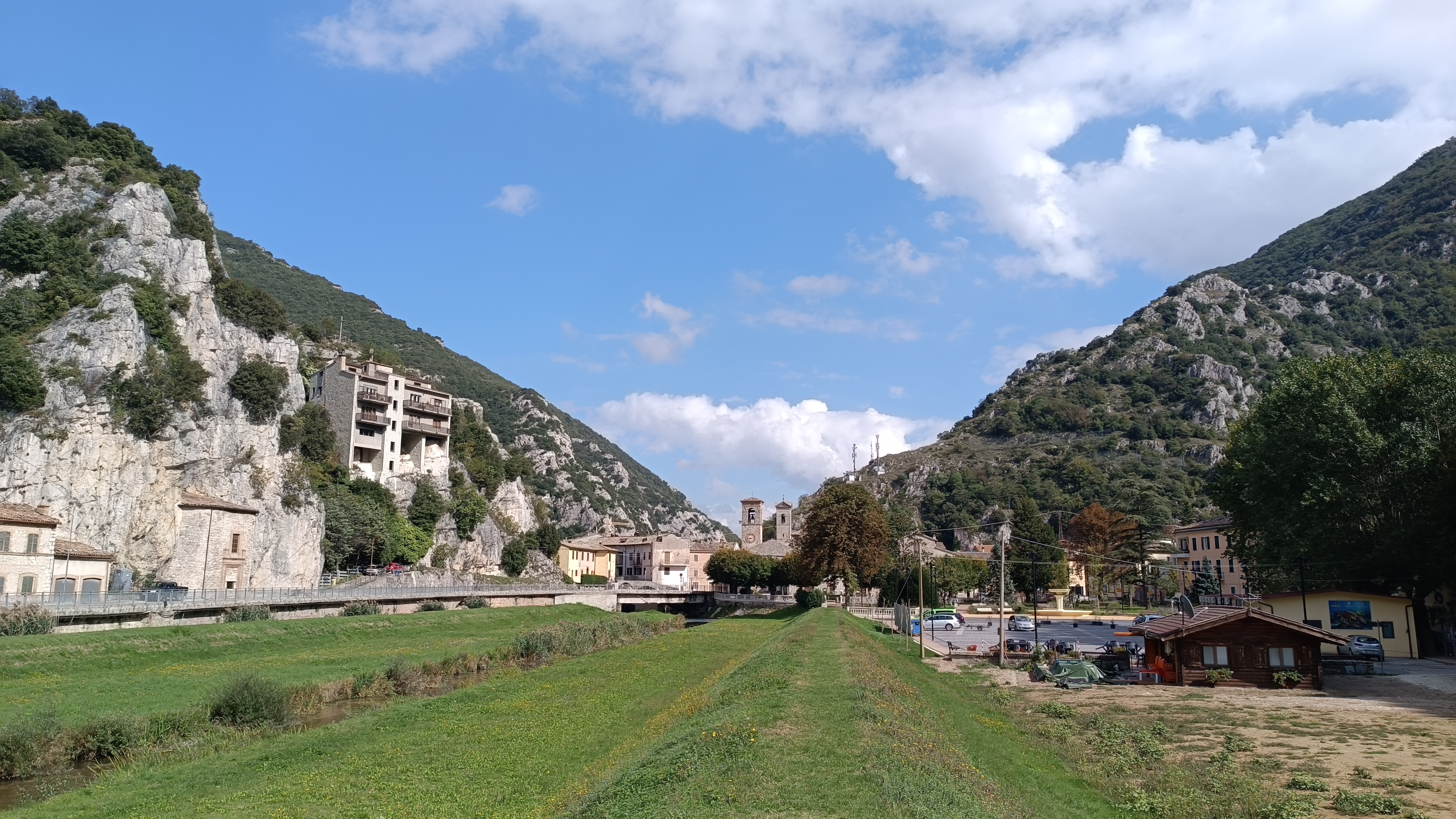
Blick auf Pioraco

Pioraco ist eine italienische Gemeinde (comune) mit 957 Einwohnern (Stand 31. Dezember 2023) in der Provinz Macerata in den Marken. Die Gemeinde liegt etwa 40 Kilometer westsüdwestlich von Macerata am Potenza und gehört zur Comunità montana Alte Valli del Potenza e Esino.

## Geschichte
In der römischen Antike hieß der Ort nach einem See Prolaqueum. Aus dem 7. Jahrhundert wird der Name Prolacen überliefert. 

## Verkehr
Durch die Gemeinde führt die Strada Statale 361 Septempedana von Nocera Umbra nach Ancona.